# Вепрёв, Александр Иванович
Алекса́ндр Ива́нович Вепрёв  (фамилия при рождении — Ве́прев; род. 2 мая 1960, Киров, РСФСР, СССР) — российский поэт, эссеист, переводчик; художник, художник-график. Теоретик и практик русского верлибра. Член Союза писателей России (2011),  Ассамблеи народов Евразии и Африки (2020), Русского ПЕН-центра (2024), редколлегии журнала «Луч» (2014—2019).
Лауреат премии Правительства Удмуртской Республики в области литературы (2021) и ряда других премий .

## Биография
Александр Вепрёв родился 2 мая 1960 года в Кирове. В 1975 году окончил Ижевскую детскую художественную школу. 
9 мая 1978 года призвался в армию, прошёл подготовку в школе младших авиационных специалистов (ШМАС) Балтийского флота в Выборге, срочную службу проходил старшим матросом в морской авиации Черноморского флота ВМФ СССР в Крыму (Оперативный отдел штаба 2-й гвардейской минно-торпедной авиационной дивизии ВВС ВМФ). Был членом ВЛКСМ, ДОСААФ и Профсоюза. Окончил Вятское художественное училище имени А. А. Рылова (дипломная мастерская живописца П. С. Вершигорова, 1983); курсы повышения квалификации по программе: «Совершенствование личностных, профессиональных компетенций персонала, необходимого для подготовки и проведения XXII Олимпийских зимних игр и XI Паралимпийских зимних игр 2014 года в городе Сочи» Сочинского института РУДН (2013) и ЦДПО филологического факультета РУДН в Москве (2023).
Работал художником-оформителем в художественных мастерских комбината торговой рекламы (Росторгрекламы Министерства торговли РСФСР). С 1991 года руководил рекламно-производственной фирмой, торговым предприятием. Был председателем литстудии при СП Удмуртии, участником IX Всесоюзного совещания молодых писателей. С 2014 по 2019 год входил в состав редколлегии журнала «Луч».
В 2014—2015 годах Александр вместе с другими деятелями искусства, литературы, музыки из России и зарубежных стран принимал участие в олимпийском движении под девизом «Citius, altius, fortius — communiter».
В сентябре 2016 года в дни празднования 100-летия дадаизма, самого радикального движения в искусстве XX века, он посетил Цюрих (Швейцарию) по приглашению Swiss Eyewear Group (International) AG, где отметил 100-летие авангардистского течения в легендарном цюрихском клубе-кафе «Кабаре Вольтер». Стихи, написанные во время поездки, посвящённые дадаизму, опубликованы в российских журналах «Арион», «Журнал ПОэтов» и «Новая Юность».
В 2019 году А. И. Вепрёв принимал участие в фестивале «ЛиФФт — 2019», проходившем в Тюмени и Тобольске, посвящённом Международному году языков коренных народов и 75-летию Тюменской области; далее — в проектах Ассамблеи народов Евразии и России, проводимых на различных площадках, в том числе в Общественной палате и Госдуме (2021).
Александр Иванович Вепрёв живёт и работает в Кировe, Ижевске и Сочи. Входит в состав актива НО «Рубцовский творческий союз» (2011). Член Союза писателей XXI века (2011), Союза писателей Удмуртии (2011-2022). С 2022 года — в Кировском областном отделении Союза писателей России.

## Творчество
Начал печататься 16-летним школьником в газете «Комсомолец Удмуртии». Первый профессиональный поэт, давший оценку автору нескольких школьных тетрадок со стихами и направивший в литературный клуб при редакции местной газеты, был Олег Поскрёбышев. Занимался Александр в литстудии Олега Хлебникова, впоследствии Хлебников познакомил его с Валентином Берестовым и Давидом Самойловым.
Стихи и верлибры Вепрёва публиковались в местной периодике, в коллективных сборниках кировских писателей.
О своём вятском периоде Вепрёв писал:
„…После выступления шли по тёмной, заснеженной Вятке с редактором Волго-Вятского книжного издательства Владиславом Владимировичем Заболотским (1911-1986). Он тоже писал стихи. Ему за 70, мне около 20. Шли долго. И, не смотря на его почтенный возраст, говорили почти не прерываясь. Я впервые слышал, о необыкновенном влиянии поэтического слова на формировании идеи победы народной силы, что публикация литературного произведения это, прежде всего поступок, который сравни с твоим поведением в той или иной ситуации… Как будто он думал, что я могу понять то, что понимать приходится до сих пор. Ему нравились мои поэтические опыты, моё видение, умение рисовать и он с удовольствием печатал меня в сборниках произведений кировских писателей. Я был на короткой ноге и с Леонидом Владимировичем Дьяконовым (1908–1997), известным кировским поэтом и писателем. Добрый Леонид Владимирович, репрессированный в 1937 году ввиду разоблачения его связей с авербаховцами, навсегда запомнился как настоящий интеллигент, блестяще выступавший на встречах с читателями, поражая всех своей эрудицией. Запомнились его воспоминания о своём двоюродном брате поэте Николае Заболоцком…“
На областном семинаре стихи Александра Вепрёва — ещё во время учёбы в художественном училище — получили высокую оценку писателей Кировской области, наряду с другими молодыми поэтами М. Котомцевой, Е. Жуйковым, С. Сырневой, Е. Наумовой. В 1982 году рукопись первой книги «Дом» Александра Вепрёва была рекомендована к изданию в «Волго-Вятском книжном издательстве», но книга в то время так и не вышла.
Первая книга стихов «Я» увидела свет в 1990 году в издательстве «Удмуртия».
После большого перерыва последовали сборники «Вятская улица», «Пейзаж с железными колёсами» (обе в 2010), вышедшие в московском издательстве «Вест-Консалтинг». На презентации своей книги в МГО СП России Вепрёв познакомился с Константином Кедровым.
В 2011 году Александр Вепрёв — лауреат премии журнала «Дети Ра», а через год в рамках премии журнала вышел его сборник верлибров «Картофельное солнце».
Сборник вошёл в список лучших книг 2012 года по версии газеты «Поэтоград», а в 2013 году — в длинный список Бунинской премии по номинации «художественная проза». В том же году сборник был переведён на румынский язык поэтом и переводчиком Лео Бутнару и опубликован под названием «Soarele cartofilor» в румынском издательстве «Timpul». Одновременно «Картофельное солнце» вышло в переводе на удмуртском языке — «Картофка шунды: Быръем верлибръёс» (переводчики С. Матвеев, В. Михайлов) в издательстве «Удмуртия». Несколько стихов из сборника перевёл на таджикский язык поэт и переводчик Абдукаххо́р Коси́м.
Обосновывая личное отношение к многообразию форм, казалось бы, бесформенного верлибра, Вепрёв выделил прежде всего русский верлибр, находя в нём широкое поле для творчества. Опираясь на предоставленную свободу свободного стиха, на опыт предшественников — Александр Вепрёв создал свой вариант верлибра, матрёшечный. Тем самым предположил о «свободных стихах русского строя».
В 2017 году на Втором Всероссийском литературном фестивале фестивалей «ЛиФФт» Александр Вепрёв был удостоен — за смелость и эксперименты в творчестве — высшей награды фестиваля: золотой медали и сертификата на издание собрания сочинений. В Центральном Доме литераторов на торжественном закрытии фестиваля награду ему вручил первый лауреат фестиваля Константин Кедров.
А. И. Вепрёв изучал народное творчество Абхазии и Удмуртии.
В 2021 году за книгу верлибров «Картофельное солнце» поэт удостоен премии Правительства Удмуртской Республики (2021).
Рецензентами рукописей книг А. И. Вепрёва в разные годы были литературные критики, поэты и переводчики О. Дмитриев, Е. Храмов, О. Поскрёбышев, З. Богомолова, О. Любовиков, М. Чебышева, А. Демьянов, Е. Степанов, Е. Сафронова, А. Бубнов, также о творчестве Вепрёва писали Данила Давыдов, Александр Карпенко, Эмиль Сокольский, Владимир Коркунов, Анна Кузнецова, Владимир Делба, Николай Пересторонин, Леонид Дьяконов и др.
Публиковался в журналах «Юность», «Новая Юность», «Арион», «Дети Ра», «Нева», «Зинзивер», «Журнал ПОэтов», «Луч», «Litera», «ЛИФФТ», «Ротонда», «Prosodia»; сетевых — «Полутона», «barkovs magazine»; в коллективных сборниках и антологиях «Всенародная поэзия России», «100 поэтов», «Антология ПО», «Четвероногая ворона» (СПб), «Антология русской народной поэзии XXI века» (Тула), «Встречи» (Горький, Киров); в альманахах «Золотая строфа», «Звезда полей», «Гиперборей» (Тюмень), «Вятка литературная» (Киров), «Лауреаты литературной премии Правительства УР» (Ижевск) и др.; в газетах «Литературная газета», «День литературы», «Независимая газета: НГ-Ex Libris», «Литературные известия», «Поэтоград», «Кировская правда», «Удмуртская правда», «Халтуринская правда», «Вятский край», «Знамя коммунизма», «Путь Ильича», «Комсомольское племя» и др.
Стихи переводились на таджикский, башкирский, татарский, удмуртский, румынский, непальский и английский языки; публиковались в переводах в журналах «Агидель», «Тулпар» (Башкортостан), «Кенеш» (Удмуртия), «Hyperion» (Румыния), «St Petersburg» (Канада) и др.

## Матрёшечный вариант русского верлибра
В книгах «Картофельное солнце» (2012), «Верлибров лаборатория» (2017), «Матрёшечный верлибр: вариант русского верлибра» (2021) Александр Вепрёв представил новую форму русского верлибра, матрёшечную, определив её как стихотворное произведение, написанное верлибром, в которое входят несколько верлибров, объединённых общим замыслом повествования. Например: два верлибра в одном верлибре; три-, четыре-, пять- верлибров в одном верлибре или верлибр в двух, трёх, четырёх и так далее верлибрах.
Если В. Я. Брюсов в начале прошлого столетия, опираясь на изучение западного верлибра, выделил две его разновидности: «свободные стихи французского строя» и «свободные стихи немецкого строя», то Вепрёв в начале XXI века предположил о «свободных стихах русского строя», в которых каждая часть свободного стиха или верлибра может являться самостоятельным произведением.
Принцип строения матрёшечного верлибра вполне соответствует понятию «свободного стиха русского строя», впрочем, как некоторая его особенность или способность к популяции разновидностей и различных его подвидов, имеющее существенное отличие от западно-европейского и американского верлибров. Коллеги и литературные критики также отмечали стремление автора, в том числе и как художника, нетривиально посмотреть на проблему «верлибра» с позиций «формы» и «содержания».
Многие поэты, обращаясь к форме верлибра или работающие в данном направлении, верлибристике, так или иначе, дробили текстовую структуру верлибра на части. Схожая форма матрёшечного верлибра встречается в творчестве Михаила Кузмина, Максимилиана Волошина, Николая Рериха, Леонида Дьяконова, Геннадия Айги и других.
В процессе работы над переложением «Слова о полку Игореве» (первое издание с комментарием — Киров, 2024) А. И. Вепрев также обнаружил в памятнике древнерусской литературы несколько примеров верлибра, построенного по принципу матрёшки. В частности, «Плач Ярославны» и «Разговор Кончака и Гзака» представляют собой классический образец матрёшечного верлибра. В обоих случаях — это три матрёшки (Три верлибра в одном верлибре).

Рассуждая о типологии русского верлибра на страницах научного журнала «Litera», включённого в международную базу Ulrich's Periodicals Directory и в библиографическую базу данных научных публикаций российских учёных (РИНЦ), Вепрёв уточнил, что
матрёшечный верлибр строится по типу цепочной сказки и относится к типу цепочной сказки (кумулятивной сказки, рекурсивной сказки, цепевидной сказки). Также верлибр, в котором диалоги или действия повторяются и развиваются в видоизменённой форме по мере развития сюжета — относится к матрёшечному верлибру. Эффект этих верлибров основан на повторах повествования, характерного образа и действия, меняющегося по той или иной причине и доходящих до кульминации.
- Профиль А. И. Вепрева в РИНЦ

## Переводы миниатюр Сажи Вепревадзе

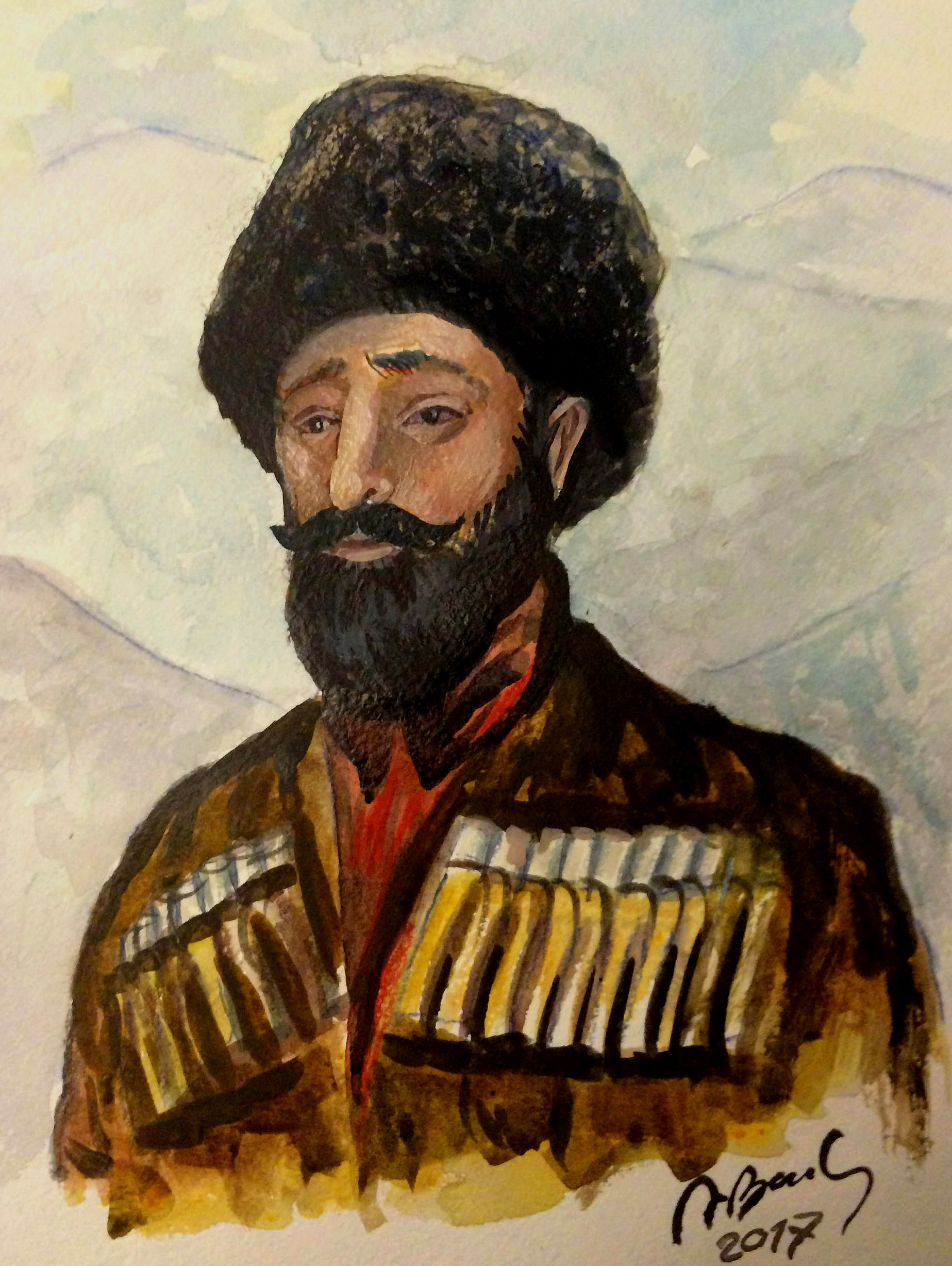
_{«Портрет Сажи Вепревадзе» (А4, бум., акварель, гуашь, 2017 г.) Худож. А. И. Вепрёв}

Вепрёв пробовал себя в переводах — перевёл несколько стихов удмуртских поэтов П. Поздеева, М. Федотова, А. Диевой. Изучал абхазский фольклор, обработал рукописное наследие (афоризмы и поэтические изречения) горского поэта, мыслителя и философа XIX—XX вв. Сажи Вепревадзе, жившего среди убыхов на горе Бытха между долинами рек Бзугу и Мацеста (страна Убыхия до  1864 года). В основном это литературные миниатюры. Они составили большую часть рукописного материала и состояли из одной, двух или трёх строчек. В 2017 году в «Издательстве Евгения Степанова» увидела свет небольшая по объёму первая книжка Сажи Вепревадзе с одноимённым названием его большой рукописной книги «Строчия». По версии газеты «Поэтоград», книжка вошла в список лучших книг 2017 года, а также была номинирована на премию «Писатель XXI века». Находится в основных фондах Британской библиотеки. На сайте Национальной библиотеки Беларуси и РНБ говорилось о возможной литературной мистификации переводчика.

Открыв эту книгу, читатель погрузится в тайну, которую ему предстоит разгадать. Не будем говорить о мистификации. К тому же и она часто бывает талантливой и увлекательной. Да и сам автор не слишком тщательно маскирует за образом переводчика представленных абхазских строчий своё истинное лицо — слишком уж схожи имена (Саша Вепрёв — Сажа Вепревадзе), и ироничное предисловие полно весьма прозрачных намёков.
— Наталия Лихтенфельд. «Литературные известия», № 12, 2017

В 2018 году в журнале «Луч» была опубликована большая подборка произведений Сажи Вепревадзе в переводе Александра Вепрёва. Во вступительной статье переводчик в частности написал следующее: 
Разумеется, что афоризмы, пословицы и поэтические изречения Сажи Вепревадзе приходилось и приходится домысливать, а иногда даже дописывать тот или иной частично утраченный текст. В этом случае авторство в большей степени, а в отдельных случаях — полностью принадлежит переводчику и исследователю…

## Сочинения
Выборочно:

### Книги
- Дом (1985, не вышла)
- Я (1990)
- Вятская улица (2010)
- Пейзаж с железными колёсами (2010)
- Картофельное солнце (2012)
- Дерево называют платаном (2013)
- Мой взгляд не сгибается в локте, или Случай с Шаляпиным (2015)
- Верлибров лаборатория (2017)
- Храм на краю (2019)
- Матрёшечный верлибр: вариант русского верлибра (2021)
- Вятка — древний городок (2024)
- Укрощение верлибра (2025)

### Книги избранных произведений
- Стихи о Родине: Избранное (2012)
- Картофка шунды: Быръем верлибръёс = Картофельное солнце: Избранные верлибры. На рус. и удм. яз. (2013)
- Снеговая звезда: Избранные стихотворения, верлибры, поэмы, эссе (2017)
- Белое облако: Избранные стихотворения (2018)

### Книги
- Александр Вепрёв Я: Стихотворения. Ижевск: «Удмуртия», 1990. — 80 с. — 4500 экз. ISBN 5-7659-0278-2
- Александр Вепрёв Дом: Первый сборник стихов. Киров, 1984. — Киров: «Дом печати — ВЯТКА», 2007. — 80 с., ил. — 1000 экз. ISBN 978-5-85271-271-4
- Александр Вепрёв Вятская улица: Стихотворения. — М.: «Дети Ра», 2010. — 122 с. (Библиотека журнала «Дети Ра») ISBN 978-5-91865-003-5
- Александр Вепрёв Пейзаж с железными колёсами: Свободные стихотворения, верлибры. — М.: «Вест-Консалтинг», 2010. — 110 с., илл. — 300 экз. ISBN 978-5-91865-048-6
- Александр Вепрёв Стихи о Родине: Избранное. — Вступит. статья Н. Лихтенфельд. — Ижевск: «Удмуртия», 2012. — 224 с. — 500 экз. ISBN 978-5-7659-0667-5
- Александр Вепрев Картофельное солнце: Избранные верлибры. М.: «Вест-Консалтинг», 2012. — 102 с. — 500 экз. (Премия журнала «Дети Ра») ISBN 978-5-91865-183-4
- Александр Вепрёв Дерево называют платаном: Верлибры, стихотворения, рассказы верлибром. — М.: «Вест-Консалтинг», 2013. — 110 с. ISNB 978-5-91865-266-4
- Александр Вепрёв Мой взгляд не сгибается в локте, или Случай с Шаляпиным: Верлибры, стихотворения в прозе. — М.: «Вест-Консалтинг», 2015. — 116 с. ISNB 978-5-91865-372-2
- Александр Вепрёв Снеговая звезда: Избранные стихотворения, верлибры, поэмы, эссе. — Ижевск: «Удмуртия», 2017. — 160 с.: ил., портр., факс. — 500 экз.[37] ISBN 978-5-7659-0939-3
- Александр Вепрёв Верлибров лаборатория: Верлибры, вепрлибры, афористические верлибры. — М.: «Издательство Евгения Степанова», 2017. — 48 с. (Серия: Авангранды) ISBN 978-5-91865-436-1
- Александр Вепрёв Белое облако: Избранные стихотворения. — Вступ. слово Э. Сокольского. — М.: «ЛИФФТ», 2018. — 200 с. — 500 экз. (Золотой ЛиФФт. Писатели России) ISBN 978-5-604-01614-5
- Александр Вепрёв Храм на краю: Стихотворения и поэмы. [Кировское обл. отделение «Союз писателей России»] — Киров (Вятка): Витберг, 2019. — 128 с. — 500 экз. — ISBN 978-5-4338-0425-4-8 (Народная библиотека)
- Александр Вепрев Матрёшечный верлибр: вариант русского верлибра. — М.: Издательство Евгения Степанова, 2021. — 180 с. — ISBN 978-5-91865-639-6 (Studia современного русского авангарда)
- Александр Вепрёв Вятка — древний городок: сборник поэтических произведений. — Киров: Изд. Кировская областная типография, 2024. — 207 с. – фото, ил. — 350 экз. – ISBN 978-5-498-01103-5 (Хлынов-Вятка-КИРОВ 650)
- Александр Вепрев Укрощение верлибра: Матрёшечные верлибры и другие формы. —  «Вест-Консалтинг», 2025. — 208 с. — ISBN 978-5-91865-832-1

### Сборники, альманахи
- Встречи: Произведения кировских писателей. — Сост. В. В. Заболотский. — [А. Вепрев: C.162: На этюдах. (Стихи). библ. справ.] — Киров: Волго-Вятское книжное издательство. Кировское отд., 1982. — 192 с.; 10 000 экз.
- Встречи: Произведения кировских писателей. — Сост. В. В. Заболотский. — [А. Вепрев: C.143: Окраина (Стихи). Змей (Белый стих). библ. справ.] — Киров: Волго-Вятское книжное издательство. Кировское отд., 1984. — 208 с.; 10 000 экз.
- Встречи: Произведения кировских писателей. — Сост. В. В. Заболотский. — [А. Вепрев: C.135—136: В поле. Ночной прохожий. «Ты со мною. Мне никто не нужен…». «Когда тебя не было в городе этом…». (Стихи)] — Горький: Волго-Вятское кн. изд-во, Кировское отд., 1986. — 191 с.; 10 000 экз.
- Всенародная поэзия России. — М.: МГО СП России, 2007. — 78 с. — ISBN 978-5-7949-0338-6
- Четвероногая ворона. Избранное: 2006—2010. [А. Вепрев: C.30: Вечер.; C.34—35: Гой! Коровы. (Стихи)] — СПб.: Любавич, 2010. — 48 с. (Поэтический турнир им. Даниила Хармса)
- Золотая строфа: Лучшее. — М.: Золотая строфа, 2011. — 208 с.; [Александр Вепрёв — С.63—67: Предисловие, Путь, Прощёное воскресение, Огни, Земля отцов. (Стихи) библ. справ. портр.]. — 3000 экз.
- Антология русской народной поэзии XXI века. — Тула: Изд-во ТулГУ, 2011. — 200 с.; Александр Вепрёв — С. 50-55: В тёмной белизне, На родину, Прощёное воскресение, Снежный пир, Красный подарок, Платье.
- Вятская книга. 2010 год. Департамент культуры Киров. обл., КОУНБ им. А. И. Герцена. — Киров, 2012. — Вып. 3. — 224 с.: ил.; Александр Вепрёв — С. 173—175: Прощёное воскресение, В тёмной белизне.
- Золотая строфа: Лучшее. — М.: Золотая строфа, 2012. — Вып. 3. — 169 с.; [Александр Вепрёв — С.28—32: Платан, Картофельное солнце, Кипарисовый юг, Гарнитур ностальгии, Небесное масло. (Стихи) библ. справ. портр.]. — 3000 экз.
- «Юность» №3, 2013. —  Александр Вепрёв — библ. справ. портр. [Стихи] С.39—45: Кто я?; Земляки; Курица-петух; Советский Союз; Россия; Птица: Верлибр в восьми верлибрах; Зимнее море; Осенний тупик: 1; 2; 3, 4.
- Антология ПО. — Т.2. — Состав. Е. Кацюба. — М.: Издательство ДООС, 2015. — 637 с. — ISBN 978-5-9906507-0-1
- Лауреаты Литературной премии Правительства Удмуртской Республики, 2013—2021 годы: Альманах. — Удмуртское Республиканское отделение Общероссийской общественной организации «Союз писателей России». — Ижевск: Шелест, 2022. — 359 с. — ISBN 978-5-907285-93-4
- Сборник стихов вятских поэтов к 650-летнему юбилею города Кирова. — Киров: Кировская обл. типогр., 2024. — 176 с. — ISBN 978-5-498-01070-0
- Вятка — родина русской романтики: Сборник поэтических произведений. — Под редакцией Митягиной Е. В. и Соколовой Ю. И. — Киров: Изд. Кировская областная типография, 2024. — 128 с. – фото, ил. — 350 экз. — ISBN 978-5-498-01080-9 (Хлынов-Вятка-КИРОВ 650)

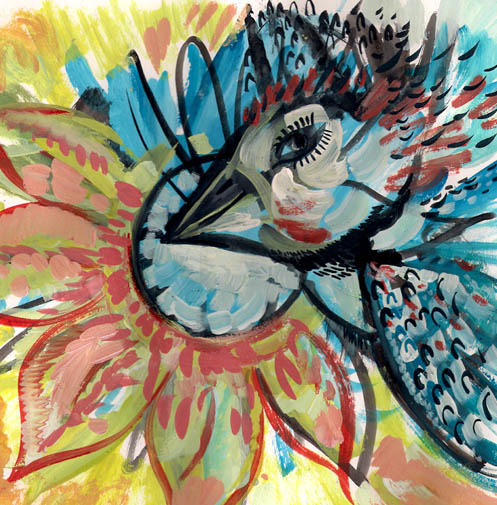
_{«The bird — sun» Aleksandr Veprev «Soarele cartofilor», Iaşi: Timpul, 2013. Худож. А. И. Вепрёв}

- «Советской Удмуртия» (газета), Ижевск, №214, 1989. А. Вепрёв: стихи в переводе П. Поздеева  (удм. яз.).
- «Hyperion» (журнал), № 1-2-3, 2013 г., Aleksandr Veprev (Rusia), пер. Лео Бутнару (рум. яз.)
- Aleksandr Veprev Soarele cartofilor. — Iaşi: Timpul, 2013. — 106 de pagini — Leo Butnaru, trad. ISBN 978-973-612-474-7 (рум. яз.)
- Александр Вепрёв Картофка шунды: Быръем верлибръёс = Картофельное солнце: Избранные верлибры. — [Вступит. статья Евг. Мелешин]. Перевели на удм. яз. С. Матвеев, В. Михайлов. — Ижевск: Удмуртия, 2013.— 240 с. — 500 экз. ISBN 978-5-7659-0719-1 (На рус. и удм. яз.)[38]
- «Кенеш (журнал)», №10, 2014. Александр Вепрёв Толэзё сюрес (Верлибры), С. 78-85; портр.; библ. спр.; Перевод В. Михайлова. (удм. яз.)
- «Тулпар» (журнал), 2020. tulpar.rbsmi.ru. 2021. Александр Вепрёв. Канатсыз кош. Сигез верлибрдан торган ирекле шигырь (пер. на татар. яз. Сәлимов Марсель Шәйнур улы)
- Бигзор чахон пур шавад аз дусти (Матн) = Пусть дружбой будет полон мир Посвящается 30-летию независимости Республики Таджикистан. Автор, перевод. и состав. А. Косим. — Душанбе: Ирфон, 2021. — 292 c.; Александр Вепрёв — С. 85—88; 224—226.  ISBN 978-999-75-13-83-0 (На рус. и тадж. яз.)

- Сажа Вепревадзе Строчия: Афоризмы и поэтические изречения в переводе и обработке А. Вепрёва. — М.: Издательство Евгения Степанова, 2017. — 60 с. (Серия: Авангранды) ISBN 978-5-91865-474-3
- «Луч (журнал)» №1, 2018. — 137 с.; Сажа Вепревадзе Строчия. С.111—113. — Перевод в авторской обработке и вступит. статья Александра Вепрёва.

- Вепрев А. И. Матрёшечный вариант русского верлибра: Выбранные места из размышлений о верлибре. С.51-58.; С.54-60. // «Ротонда» — Киров: Издательство «Аверс», №5; №6, 2020. ISBN 2687-0622
- Вепрев А. И. — Матрёшечный вариант русского верлибра // «Litera» — М.: НБ-Медиа — 2021. — № 4. — С. 64 — 92.; ISSN: 2409-8698 — DOI: 10.25136/2409-8698.2021.4.35358.
- Вепрев А. И. — Матрёшечный вариант русского верлибра. Выбранные места из теоретической статьи «От Волошина до Вепрёва». — С. 19-52. // «Гиперборей»: Литературно-художественный альманах. №2 (5). Союз российских писателей. — Тюмень: Тюменский дом печати, 2021. — 338 с. ISBN 978-5-87591-313-6; ISBN 978-5-87591-339-6

## Цитаты
Он удивительно гармонично, целенаправленно, успешно несёт знамя ДООСа и в своей поэзии в своих личных открытиях, и на фоне общего литературного процесса. Он, несомненно, на передовой, правофланговой. Такие рыцари поэзии, как Сергей Бирюков, Вепрев, Бубнов, Чуланский…
— Константин Кедров. «Журнал ПОэтов ДООС» № 85, 2022

Он выработал свой собственный стиль, солирующий в его циклах. Шутливо и остроумно некоторые из них назвал «вепрлибрами»… Но поэзия в них — фирменная, вепрёвская. И, наверное, самое притягательное в этих стихах — то, что не виден, не выпирает наружу, подобно мебели Собакевича, художественный приём, при помощи которого поэт достигает своей цели. И это настоящее чудо: приёма нет, а поэзия — есть!
— Александр Карпенко. «Литературные известия» № 9, 2017

Александр Вепрёв превратил жанр верлибра в своеобразный поэтический «щит и меч», он же стяг, он же гимн, с которым этот рыцарь верлибра выходит на ристалище современной русской поэзии.
— Елена Сафронова. «Дети Ра» №4, 2014

Саша, Ваши стихи я мог прочесть, как говорят, запоем, в один присест. Но мне так понравились три первые стихотворения, что я решил растянуть удовольствие и читать внимательно перед сном по две — три страницы…— Вилли Токарев. NY, 1990

## Премии и награды
- 1980 — Приказ (благодарность) командующего ВВС ЧФ СССР[43]
- 1982 — Почётная грамота Кировского обкома ВЛКСМ (Киров)
- 2008 — Благодарность Удмуртского государственного фонда поддержки малого предпринимательства (Ижевск)
- 2012 — Диплом Её Императорского Высочества Великой Княгини Марии Владимировны (Москва)
- 2014 — Почётная грамота Министерства культуры, печати и информации Удмуртской Республики (Ижевск)
- 2017 — Золотая медаль Всероссийского литературного фестиваля «ЛиФФт» (Москва)
- 2021 — Благодарственное письмо Ассамблеи народов России (Москва)
- 2021 — Литературная премия Правительства Удмуртской Республики (Ижевск)[44]
- 2024 — Благодарность Главы города Кирова (Киров)[45]
- 2024 — Премия Константина Кедрова Президентского фонда культурных инициатив (Москва)[46]

- 2007 — победитель Всероссийского литературного конкурса «Всенародная поэзия России», МГО СП России (Москва)[47]
- 2008, 2010 — финалист поэтического турнира им. Даниила Хармса в рамках Международного литературного фестиваля «Петербургские мосты» (СПб)
- 2010 — лауреат литературной премии им. А. С. Грибоедова, с вручением памятной медали «А. С. Грибоедов» (В связи с пятидесятилетием и за расширение границ поэтического слова), МГО СП России (Москва)[48]
- 2010 — лауреат премии ежегодного поэтического конкурса «Золотая строфа» (Москва)[49]
- 2010, 2011 — лауреат премии газеты «Литературные известия» (Москва)[50]
- 2011 — лауреат премии журнала «Дети Ра» (Москва)
- 2011 — финалист национальной литературной премии «Поэт года» (Москва)[51]
- 2012 — финалист литературной премии «Наследие» (Москва)
- 2013, 2015 — лонг-лист Бунинской премии (Москва)[52]
- 2013, 2015 — лауреат премии газеты «Поэтоград» (Москва)
- 2017 — лауреат Всероссийского литературного фестиваля «ЛиФФт» (Москва)
- 2017 — финалист международной премии «Писатель XXI века» в номинации «Поэзия» (Москва)[53]
- 2024 — победитель Всероссийского поэтического конкурса «Вятка — родина русской романтики», посвящённого 650-летию города Кирова (Киров)[54]

## Семья
Сын — Андрей (1984). Внуки — Марк (2016) и Натан (2018).
Оба деда — участники Великой Отечественной войны:
- Вепрев Тимофей Яковлевич (1913—1989) — кавалер двух боевых орденов, в годы войны красноармейцем прошёл боевой путь от Москвы до Ельни, был трижды ранен[55]. После войны работал председателем колхоза.
- Лысков Петр Тимофеевич (1912—1941) — мл. сержант, командир отделения, радист. Воевал в составе 21 танковой дивизии под Ленинградом. Погиб 26.11.1941 (Тихвинская стратегическая наступательная операция).  Захоронен в Ленинградской области, д. Падрила[56].

## Ссылки

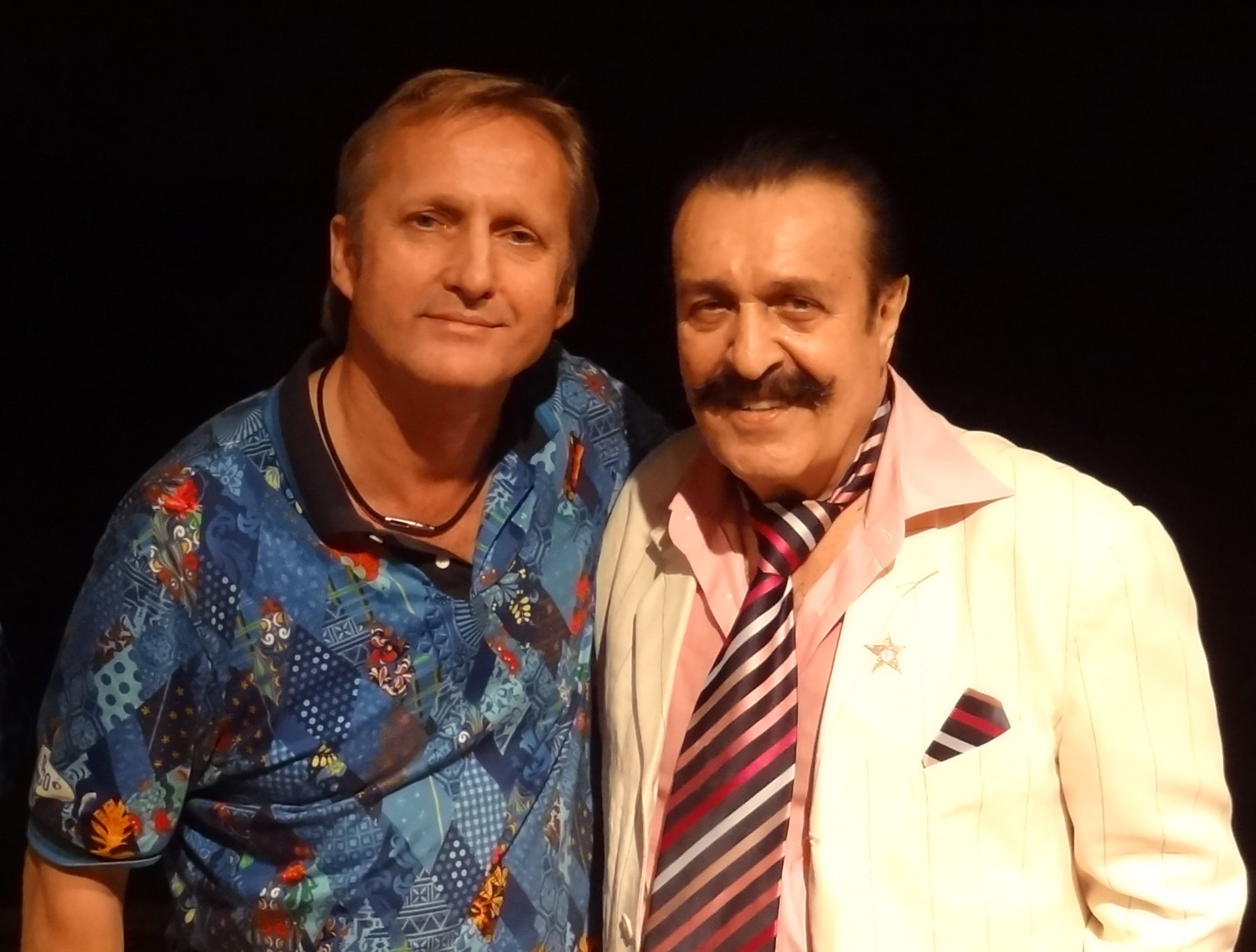
_{Вилли Токарев и Александр Вепрёв. Сочи. Июль, 2012 г.}

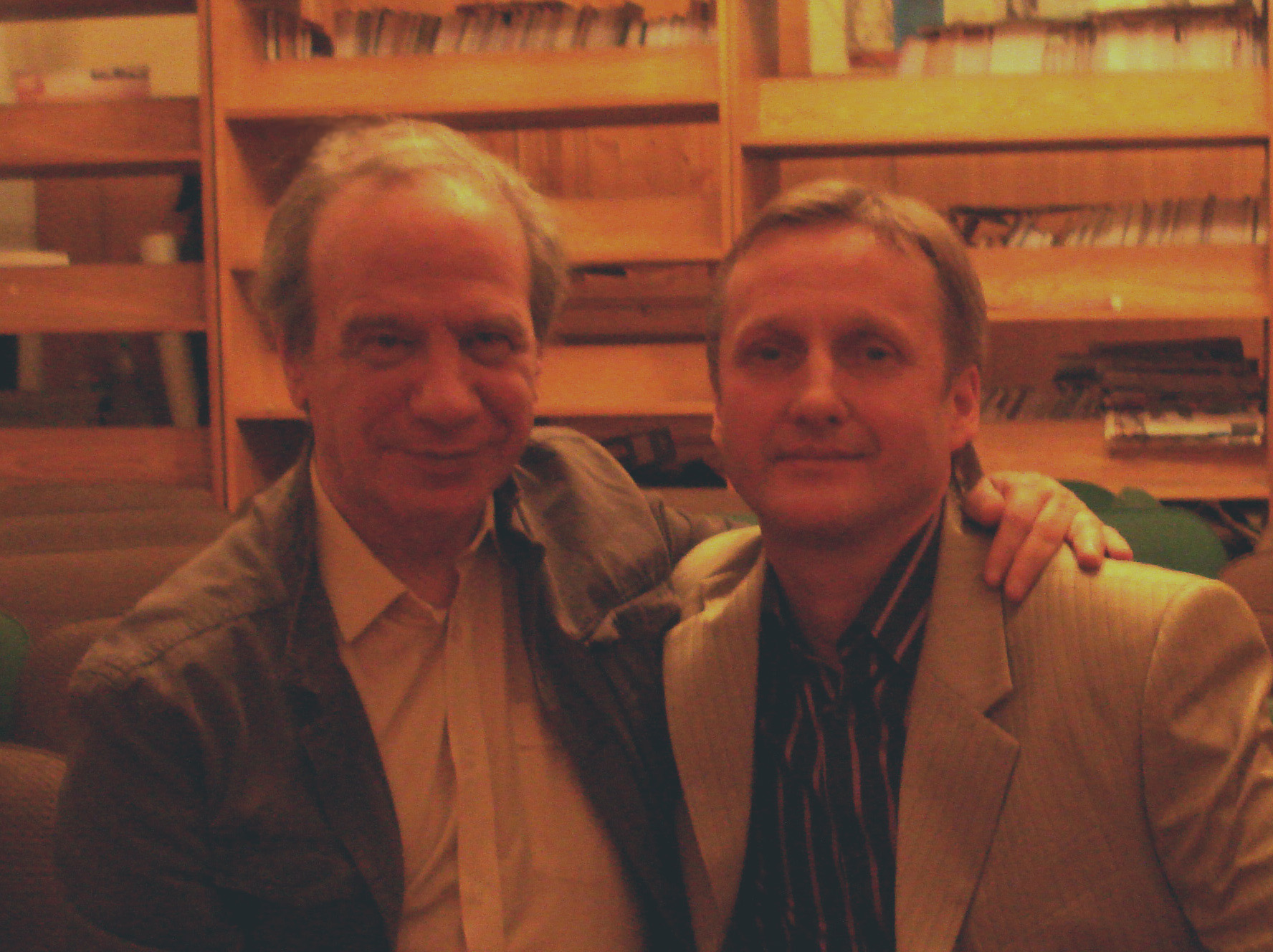
_{Номинант на Нобелевскую премию по литературе, поэт и философ К. Кедров с поэтом и художником А. Вепрёвым. Москва. Декабрь, 2009 г.}